# Allium sativum

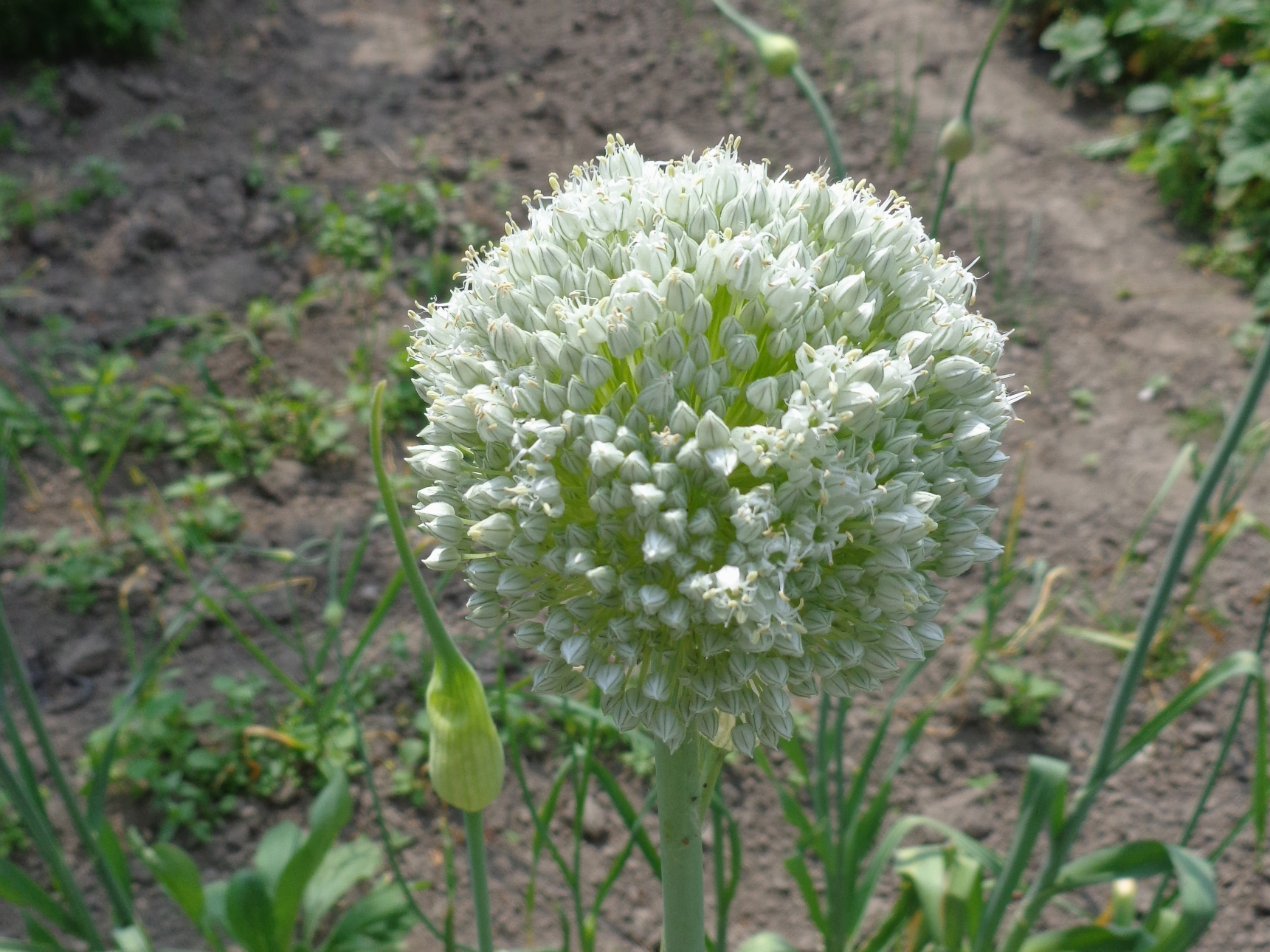
Inflorescencia

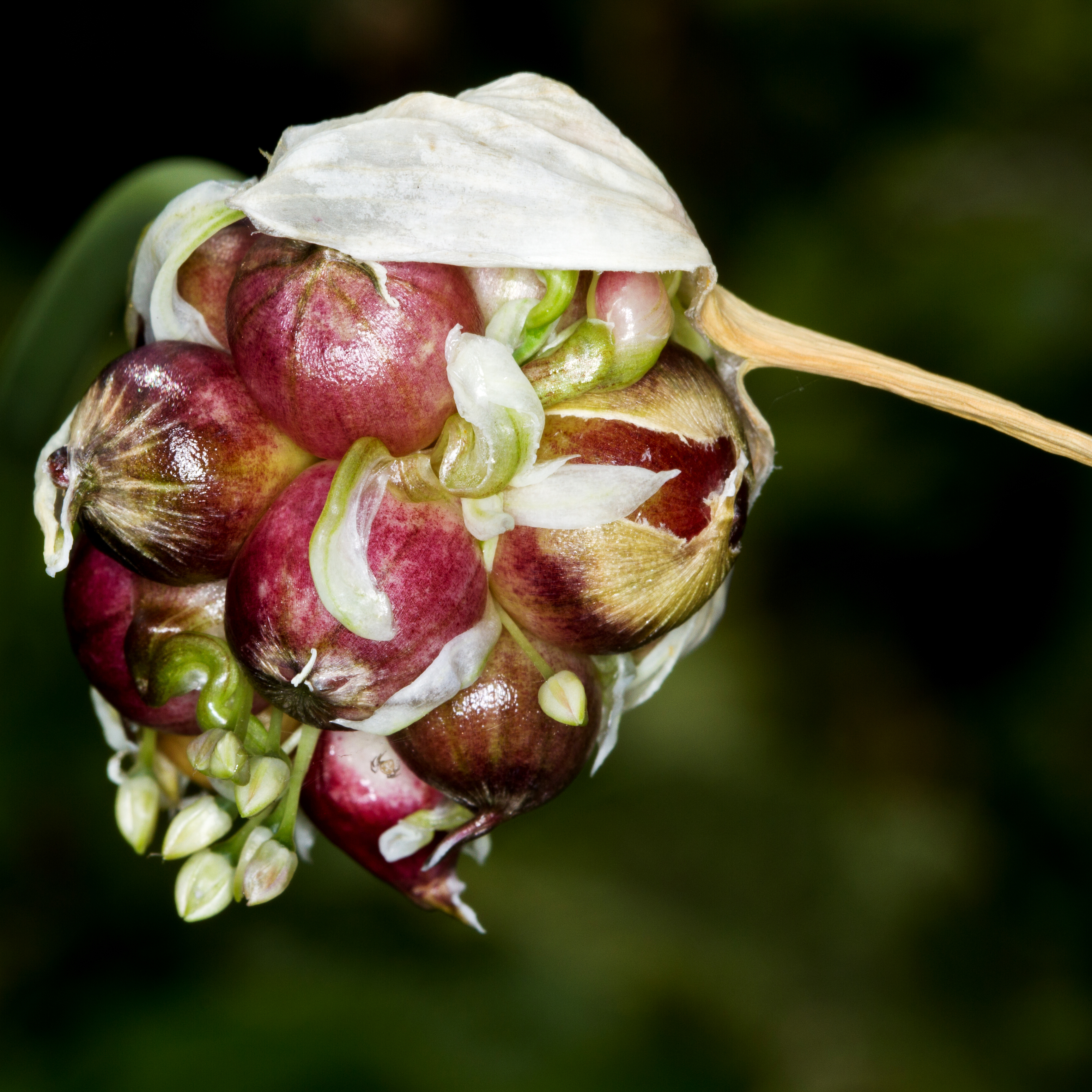
Inflorescencia con flores, bulbillos y restos de la espata

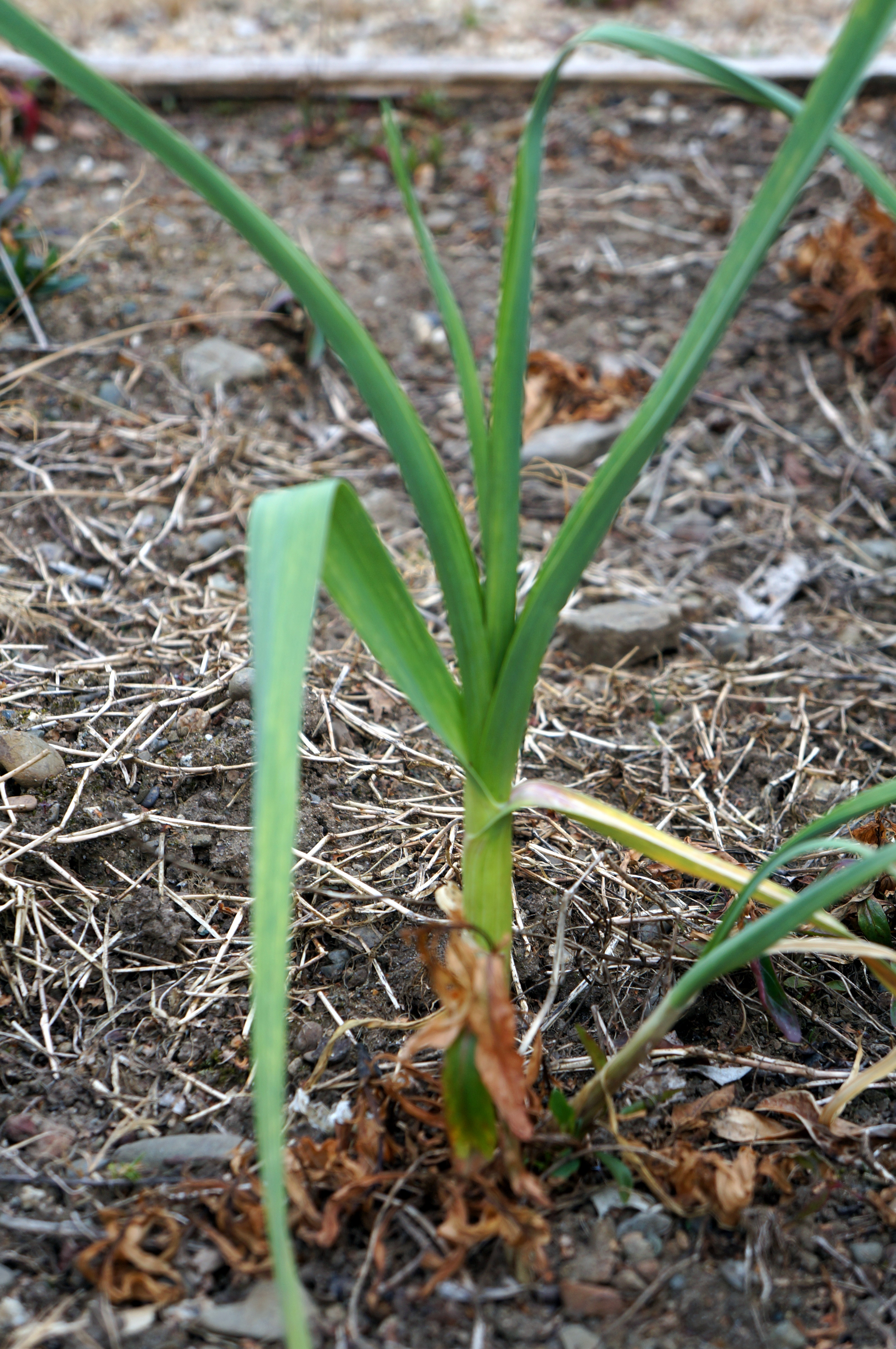
Hábito de la planta

El ajo (Allium sativum) es una especie tradicionalmente clasificada dentro de la familia de las liliáceas pero que actualmente se ubica en la de las amarilidáceas, aunque este extremo es muy discutido. Al igual que la cebolla (Allium cepa), el puerro (Allium ampeloprasum var. porrum) y la cebolla de invierno o cebollino (Allium fistulosum), es una especie de importancia económica ampliamente cultivada y desconocida en estado silvestre.

Es una especie estéril de amplia variabilidad morfológica y fisiológica y, a la luz de los estudios moleculares, es altamente probable que sea originaria de Asia occidental y central a través de su progenitor Allium longiscupis, y que fuera introducida desde allí en el Mediterráneo —y luego a otras zonas— donde se cultiva desde hace más de siete mil años.

## Descripción
Es una planta perenne con hojas planas y delgadas, de hasta 50cm de longitud. Las raíces son fasciculadas. El bulbo, de piel blanca, forma una cabeza dividida en gajos que comúnmente son llamados dientes. Cada cabeza puede contener de 6 a 12 dientes, cada uno de los cuales se encuentra envuelto en una delgada capa de color blanco o rojizo. Cada uno de los dientes puede dar origen a una nueva planta de ajo, ya que poseen en su base una yema terminal. Este brote comienza a aparecer después de los tres meses de cosechado, dependiendo de la variedad y condiciones de conservación. Las flores son blancas, y en algunas especies el tallo también produce pequeños bulbos o hijuelos.

## Taxonomía
Allium sativum fue descrita por  Carlos Linneo y publicada en Species Plantarum 1: 296-297. 1753.
Etimología
Allium: nombre genérico muy antiguo. Las plantas de este género eran conocidas tanto por los romanos como por los griegos. Sin embargo, parece que el término tiene un origen celta y significa "quemar", en referencia al fuerte olor acre de la planta. Uno de los primeros en utilizar este nombre para fines botánicos fue el naturalista francés Joseph Pitton de Tournefort (1656-1708).
sativum: epíteto latino que significa "cultivado".
Sinonimia
La mayor parte de los taxones infraespecíficos descritos son considerados meros sinónimos.
- Allium controversum Schrad. ex Willd.
- Allium longicuspis Regel
- Allium ophioscorodon Link
- Allium pekinense Prokh.
- Allium sativum var. controversum (Schrad. ex Willd.) Nyman
- Allium sativum subsp. controversum (Schrad. ex Willd.) K.Richt.
- Allium sativum subsp. ophioscorodon (Link) Schübl. & G.Martens
- Allium sativum var. ophioscorodon (Link) Döll
- Allium sativum var. pekinense (Prokh.) F.Maek.
- Allium sativum f. pekinense (Prokh.) Makino
- Allium sativum var. subrotundum Gren. & Godr.
- Allium sativum subsp. subrotundum (Gren. & Godr.) K.Richt.
- Allium scorodoprasum var. viviparum Regel
- Allium scorodoprasum subsp. viviparum (Regel) K.Richt.
- Porrum ophioscorodon (Link) Rchb.
- Porrum sativum (L.) Rchb. nom. illeg.

## Ubicaciones geográficas del ajo

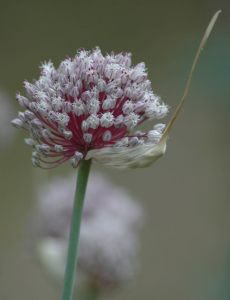
Cabeza floral.

Algunas variedades de ajo poseen sellos de calidad con indicaciones de procedencia en el RU y en la Unión Europea, incluyendo a:
| Nombre                                               | Fuente                                              |
| ---------------------------------------------------- | --------------------------------------------------- |
| Aglio Rosso di Nubia (Ajo Rojo de Nubia)             | Nubia-Paceco, provincia de Trapani, Sicilia, Italia |
| Aglio Bianco Polesano                                | Rovigo, Veneto, Italia (PDO)                        |
| Aglio di Voghiera                                    | Ferrara, Emilia-Romagna, Italia (PDO)               |
| Ail blanc de Lomagne                                 | Lomagne en la Gascuña, Francia (PGI)                |
| Ail de la Drôme                                      | Drôme, France (PGI)                                 |
| Ail rose de Lautrec, un ajo rosa/anaranjado          | Lautrec, Francia (PGI)                              |
| Ail violet de Cadours                                | Cadours, Francia (PDO)                              |
| Ajo Morado de Las Pedroñeras, un ajo rosa/anaranjado | Las Pedroñeras, España (PGI)                        |
| 金乡大蒜 Jīn Xiāng Dà Suàn                           | China (PGI)                                         |
| Taşköprü Sarımsağı                                   | Turquía (PDO)                                       |

## Cultivo
Desde tiempos remotos el ajo se cultiva en Grecia, Roma, la India e incluso en algunos países de Oriente.
Los requisitos ambientales para su cultivo son:
- Suelos con buen drenaje, preferentemente francos o algo arcillosos, ricos en materia orgánica y con humedad. Se adaptan con facilidad en suelos cultivados previamente con cereales.
- Fertilización con abono orgánico bien descompuesto.
- Desmalezamiento del suelo, principalmente durante el primer período de germinación.
- Temperaturas inferiores a los 17 °C

La plantación se realiza en invierno o principios de primavera. Es importante seleccionar los dientes destinados a plantar, debiendo escoger los más sanos y representativos de la variedad para conservar sus cualidades.

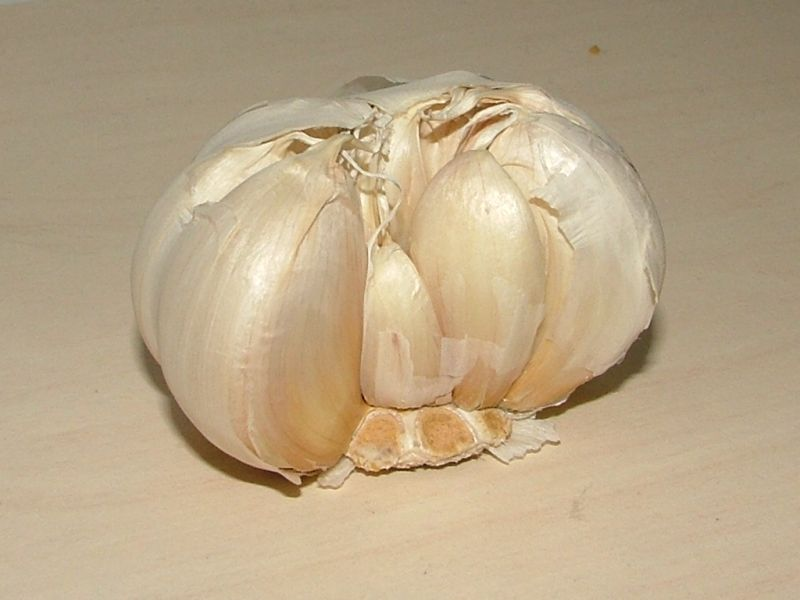
Cabeza de ajo

Para conseguir los mejores resultados se prefiere la utilización de dientes grandes, de más de 4 g. Sin embargo, en zonas de regadío, el uso de dientes excesivamente grandes puede ocasionar podredumbres, por lo que se recomienda la desinfección en seco con fungicidas (tradicionalmente se utilizan benomilo, vinclozolín, etc.).
La siembra puede realizarse manualmente o con maquinarias, depositando el diente en el suelo a una profundidad entre 3 y 6 cm (una o dos veces el tamaño del diente). Se debe poner con la punta hacia arriba, para evitar deformaciones en la nueva planta. Otro aspecto a tener en cuenta para obtener una producción considerable es el distanciamiento adecuado entre hileras y entre una planta y otra. Aunque no es un cultivo que requiera de grandes superficies, el distanciamiento es importante para el buen desarrollo de los bulbos.
El ajo cultivado en climas fríos adquiere un sabor más picante.
El momento adecuado para la recolección es en junio y está determinado por el uso posterior que se dará a los bulbos. Si el objetivo es obtener semillas para una siembra posterior, deben cosecharse cuando las hojas comienzan a marchitarse. En cambio, si se destinan al consumo, no hay que esperar a que las hojas se sequen completamente. El ciclo completo, desde la germinación hasta la recolección de los nuevos bulbos, tarda aproximadamente ocho meses.
Una vez finalizada la cosecha, los bulbos deben mantenerse en un lugar tibio, soleado y con buena ventilación durante dos o tres semanas, para que se sequen o curen.
Los cultivos de ajo deben rotarse después de tres años como máximo, para evitar el agotamiento del suelo.
| China          | 23.300.000 |
| India          | 2.910.000  |
| Bangladés      | 470.000    |
| Corea del Sur  | 380.000    |
| Egipto         | 320.000    |
| España         | 273.476    |
| Estados Unidos | 260.340    |
| Uzbekistán     | 254.857    |
| Rusia          | 211.981    |
| Birmania       | 207.094    |
| Argelia        | 202.201    |
| Japón          | 187.020    |
| Argentina      | 148.156    |
| Turquía        | 143.207    |
| Etiopía        | 124.801    |
| Brasil         | 118.837    |
| Perú           | 104.574    |

## Conservación
Para conservar los ajos, resulta conveniente que los bulbos estén suficientemente secos, para lo cual se recomienda ubicarlos inicialmente en un local con muy buena aireación, de forma que el secado pueda llegar a término. Durante la conservación propiamente dicha, los bulbos toleran temperaturas inferiores a 0 °C. Las condiciones más apropiadas de conservación son 0 °C y 65-70 % de humedad relativa. En tales condiciones, el almacenamiento puede prolongarse hasta 6-7 meses. Durante la conservación los bulbos son poco sensibles al etileno.

## Uso gastronómico

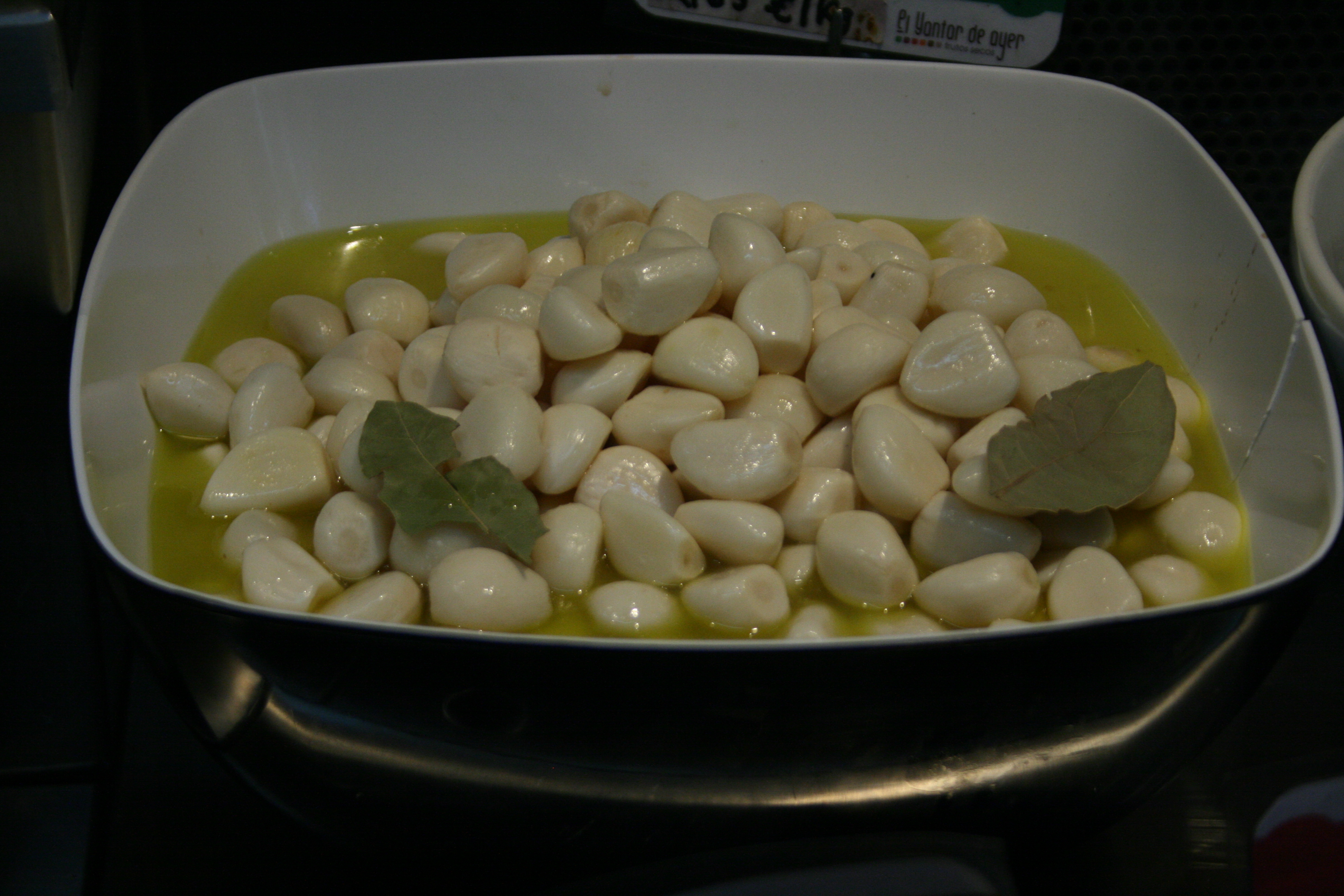
Dientes de ajo aliñados y aromatizados con hojas de laurel.

El ajo se emplea en la cocina como un saborizante natural. Posee un aroma y un sabor característico que suele acompañar ciertos platos de la cocina mediterránea. Los brotes tiernos de las hojas se suelen incluir en algunos platos. Estos brotes pueden ser preparados como si fueran espárragos, aunque el consumo del bulbo es mucho más habitual. Generalmente se utilizan secos o semisecos, como ajo deshidratado, verdes (ajetes) y encurtidos.
Es el ingrediente principal en la elaboración de algunas salsas emulsionadas como el allioli, del pollo al ajillo, de la sopa de ajo, del atascaburras, del escabeche oriental, del salmorejo, o del gazpacho andaluz. Otros platos como el ajoblanco, el ajo cabañil, el ajo caliente, el ajo mataero o  ajo pringue, el ajoarriero, el mojo de ajo, el ajo pollo, o el ajo queso se refieren en realidad a otro ajo homógrafo que no tiene nada que ver con la planta. Se trata de un derivado del verbo ajar, procedente del latín allevare, que desde el siglo I se aplica a una mezcla de varios ingredientes triturados y majados hasta conseguir un puré espeso y fino sin trozos ni grumos. Sin embargo, la errónea asociación etimológica con la planta ha provocado que esta acabe siendo considerada como un ingrediente esencial.
Junto con el perejil (el cual neutraliza su aroma excesivamente fuerte y ayuda a equilibrar su sabor) forma un aderezo ampliamente usado llamado ajillo, con el cual se preparan platos como pescados y mariscos al ajillo. También es posible elaborar el llamado pan de ajo o pan con ajo, el cual puede ser una barra de pan cortada a lo largo o rebanadas de pan que se embadurnan con una mezcla de mantequilla o aceite de oliva mezclados con ajo y perejil.
Dentro de la promoción gastronómica, existen ferias en las que el ajo se vende de forma exclusiva, tal y como la feria anual celebrada en la ciudad de Zamora: Feria de San Pedro (celebrada cada año a finales de junio), así como en la vecina ciudad de Toro. 

## Uso medicinal

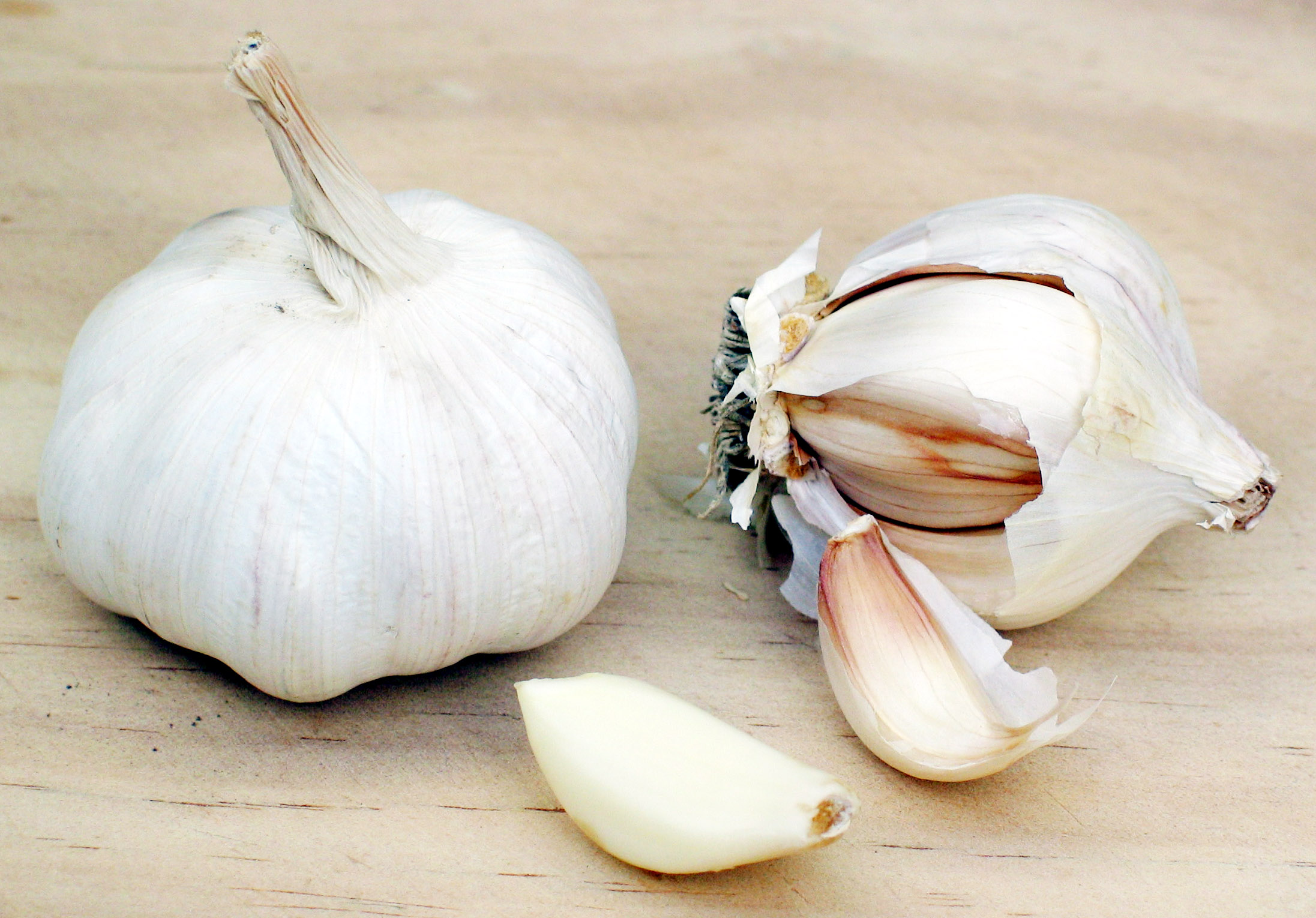
"Cabezas de ajo", una de ellas entera y la otra a la que le han removido dos "dientes"; un diente al que se le ha quitado la cáscara y el otro no.

En la actualidad el ajo es una medicina naturista, al que se atribuyen múltiples efectos farmacológicos, con grado de certeza variable: desde los efectos verificados científicamente en seres humanos, pasando por los evaluados in vivo en animales de laboratorio o in vitro en condiciones controladas, hasta los considerados en medicina tradicional, sin comprobación científica. Una de las substancias presentes, la alicina, se ha utilizado experimentalmente para combatir la infección por Cryptosporidium en pacientes con SIDA. Dado que, en experimentos in vitro, algunas de las substancias presentes en él inhiben la agregación de las plaquetas se ha propuesto su uso  en el control de enfermedades cardíacas. Se supone que reduce el bloqueo de las arterias, reduce la presión arterial y el colesterol; incrementa el nivel de insulina en el cuerpo; controla los daños causados por la arterioesclerosis, y el reumatismo. También se lo relaciona con la prevención de ciertos tipos de cáncer, como el de próstata, el de estómago, y de colon. También en ciertas complicaciones de la diabetes mellitus, y en la reversión del estrés y la depresión.
De acuerdo a los efectos medicinales buscados, varía la forma en que deben ser ingeridos, ya que el ajo posee diferentes propiedades crudo o cocido. Cuando el ajo crudo es cortado o machacado, se produce la combinación de la aliina con la alinasa, lo que produce una sustancia denominada alicina. Ésta tiene varios efectos benéficos, en cambio si el ajo es cocinado, este compuesto se destruye. En el proceso de cocción se liberan compuestos diferentes, como la adenosina y el ajoeno, que poseen cualidades anticoagulantes y, se supone, reducen el nivel de colesterol.
La virtud antihipertensiva y por ende favorable a la actividad cardíaca y disminuidora de riesgos de ACV o ictus cerebral está demostrada: la alicina tiene como principal compuesto el sulfuro de hidrógeno el cual facilita la distensión de las membranas celulares vasculares disminuyendo de este modo la presión sanguínea y favoreciendo la circulación y el transporte de oxígeno mediante la hemoglobina de los glóbulos rojos a los órganos y, por consecuencia, implicando una menor fatiga (estrés) para el corazón; lo que ha sido puesto en dudas es la capacidad del ajo para reducir el LDL colesterol (lipoproteína de baja densidad o "colesterol malo") en la sangre y la formación de ateromas; aunque sí posee una acción sobre las plaquetas, por lo que se desaconseja el consumo de suplementos de ajo si no es bajo responsabilidad médica ya que los suplementos artificiales de ajos o su ingesta excesiva puede afectar la correcta actividad de la coagulación e hiperlipidemia.
No se ha demostrado científicamente que las personas que ingieren ajo no sean picadas por los mosquitos
Es importante destacar que el ajo es un repelente natural no tóxico para el control y erradicación del caracol africano Lissachatina fulica, así como el cedro (Cedrus deodara).[cita requerida]
También se usa el ajo en vía tópica para combatir las verrugas, además de ser también un eficaz vermífugo por vía oral (perlas de ajo). Hay una larga tradición de uso en la medicina herbaria, que ha utilizado el ajo para la ronquera y la tos. Los indios cheroqui lo usan como expectorante para la tos y para los caballos.

## Farmacología

### Composición química
- Sulfóxido (2,3 %): derivados de la alquilcisteína como aliinas (alilaliina, propenilaliina y metilaliina), aceites esenciales (0,2-0,3 %) como la garlicina o el sulfóxido de alilcisteïna del bulbo intacto. Cuando el bulbo es triturado o partido, la alliína (inodora) hidroliza por la alliinasa produciendo alicina (responsable del olor característico del ajo), que se transforma rápidamente en disulfuro de alilo, sustancia altamente volátil.[39][50]
- Polisacáridos homogéneos: fructosanes (hasta un 75 %)
- Saponinas triterpénicas (0,07 %)
- Sales minerales (2 %): hierro, sílice, azufre y yodo.
- Pequeñas cantidades de vitaminas: A, B1, B3, B6, C, y adenosina

En general las características del ajo dependen de la riqueza del suelo donde crece.
La planta da por destilación 0,25 % de aceite esencial.

### Toxicidad
La toxicidad del ajo es muy escasa. El uso del ajo en dosis elevadas, especialmente crudo o en extractos, está desaconsejado en casos de hemorragia, ya sea de causa traumática (heridas, accidentes, etc.) o  menstrual (reglas abundantes). Así pues, debido a su acción anticoagulante, dosis altas de ajo pueden prolongar las hemorragias y dificultar los procesos de coagulación. Asimismo, su ingestión continuada y abusiva (habitualmente más de tres o cuatro al día) puede provocar una cierta irritación en el estómago y originar dolores abdominales, náuseas, vómitos, diarreas, etc. Puede también generar estos mismos efectos en personas que ingieren ajo con el estómago vacío. No es aconsejable la ingestión durante la lactancia, ya que los sulfóxidos pueden acceder a la leche materna y conferirle un sabor desagradable, pero no se conoce en detalle cómo afecta su ingesta en los niños.

## Nombre común
- Español: ajete, ajo (43), ajo andaluz, ajo blanco (3), ajo castañuelo, ajo castellano, ajo común (4), ajo común y hortense que se come, ajo cultivado, ajo doméstico, ajo morado, ajo sanjuanero, ajo silvestre, ajos (5), ajos porros, rocambola. Entre paréntesis, la frecuencia del vocablo en España.[54]